# Eriostemon deserti
Eriostemon deserti là một loài thực vật có hoa trong họ Cửu lý hương. Loài này được E.Pritz. mô tả khoa học đầu tiên năm 1904.